# Karleby rådhus

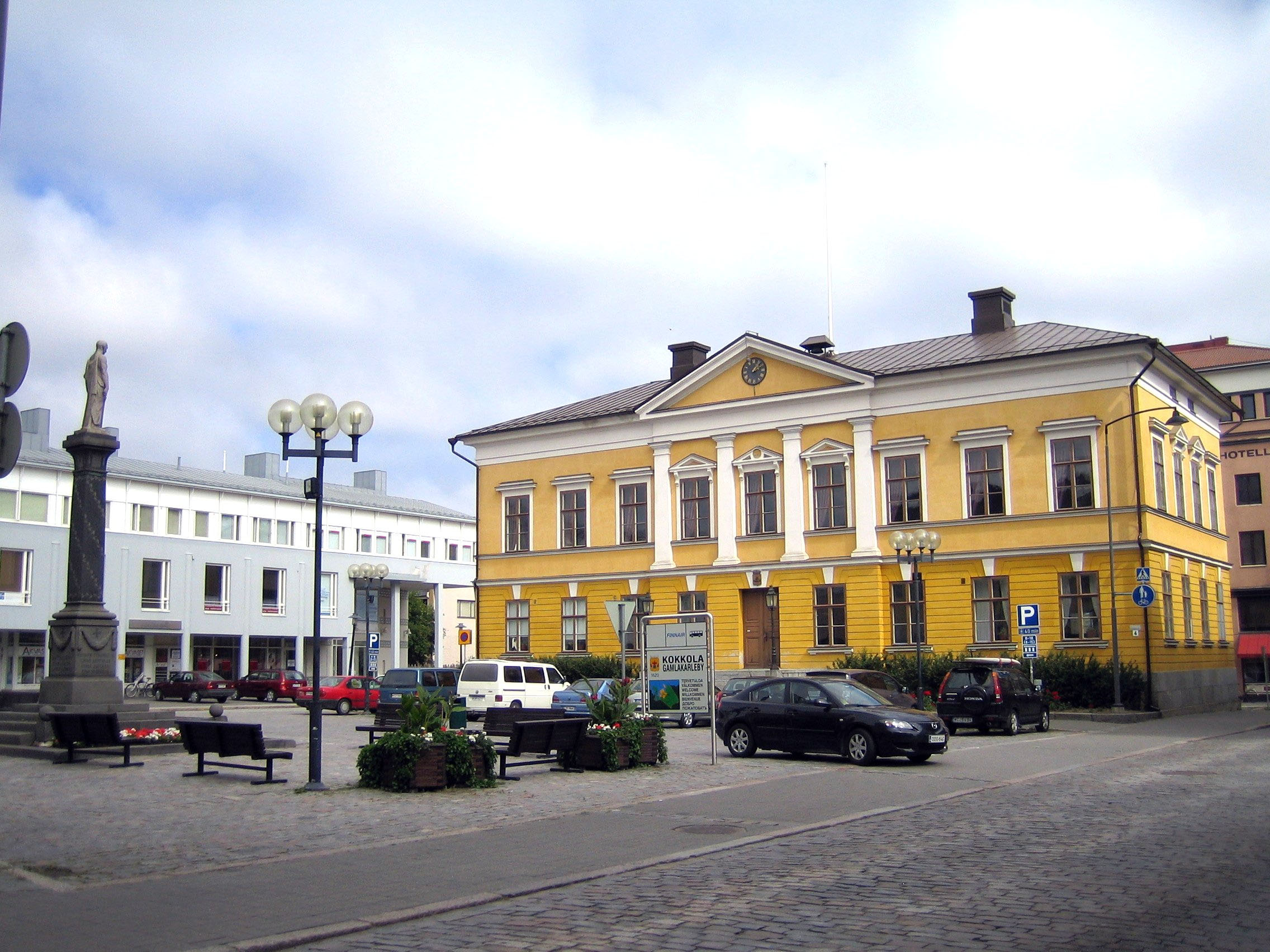
Karleby rådhus.

Karleby rådhus är ett rådhus i Svenska Österbotten i staden Karleby. Det ligger vid Mannerheimplatsen.
Huset är stadens fjärde rådhus och byggdes efter att det tredje förstörts i en brand 1805. Bygget drog ut på tiden och kunde påbörjas först tiotals år senare, och färdigställdes 1842. Huset byggdes i empirstil efter ritningar av den tyskfödda arkitekten Carl Ludvig Engel. Rådhuset är ett av få som bevarats från Finlands autonoma tid. Rådhuset renoverades på 1990-talet.